# Monsters mod Aliens
Monsters mod Aliens (eng: Monsters vs. Aliens) er en amerikansk 3D animationsfilm fra 2009. instrueret af Conrad Vernon og Rob Letterman.

## Danske stemmer
- Tom Jensen som B.O.B.
- Joachim Knopp som Derek Dietl
- Lars Brygmann som Dr. Kakerlak
- Thomas Mørk som Gallaxhar
- Stine Stengade som Gigantika
- Peter Zhelder som Missing Link
- Kristian Boland som Præsidenten